# Tamphana lojanara
Tamphana lojanara är en fjärilsart som beskrevs av William Schaus 1929. Tamphana lojanara ingår i släktet Tamphana och familjen silkesspinnare. Inga underarter finns listade i Catalogue of Life.